# Rafael Leonardo Callejas
Rafael Leonardo Callejas Romero (* 14. November 1943 in Tegucigalpa; † 4. April 2020 in Atlanta, Georgia, Vereinigte Staaten) war ein honduranischer Ökonom und Politiker. Er war vom 27. Januar 1990 bis 27. Januar 1994 Präsident von Honduras.

## Leben
Seine Eltern waren Emma Romero und Rafael Callejas Valentine. Er studierte von 1961 bis 1966 an der University of Mississippi, von der er später einen Ehrendoktortitel bekam, Agrarökonomie. 1967 machte er ein Aufbaustudium in den Niederlanden in landwirtschaftlicher Entwicklung.
1968 war er Wahlkampfmitarbeiter für Oswaldo López Arellano, und als dieser Präsident war, wurde Callejas von 1972 bis 1975 Direktor für Wirtschaftsplanung in einem Ministerium.
1975 ernannte ihn General Juan Alberto Melgar Castro zum Minister für Landwirtschaft und Bodenschätze, einen Posten, den er auch im Kabinett des sich an die Regierung geputschten Generals Policarpio Juan Paz García behielt.
Er wurde Generaldirektor der Banco Mercantil.
Von 1980 bis 1981 war er Delegierter einer verfassungsgebenden Versammlung für das Departamento Francisco Morazán.
Als im November 1981 ein Präsident von der Partido Liberal de Honduras (PLH) durch Wahlen ins Amt kam, stieg Callejas in der Partido Nacional de Honduras (PNH) auf und wurde 1982 Vorsitzender des Zentralkomitees. Die PNH war Teil des Wahlbündnis von Ricardo Maduro, Unidad y Cambio.
1985 gründete er das Movimiento Nacional Callejista als sein Präsidentschaftswahlbündnis. Damals ließen die mitgliederstarken Parteien in Honduras mehrere Kandidaten für die Präsidentschaft zu.
Callejas erhielt mit 42,6 % die relativ höchste Stimmenanzahl, die PLH-Kandidaten erhielten zusammen 51,5 %. Der Kandidat mit dem höchsten Stimmenanteil der PLH, José Simón Azcona del Hoyo mit 27,5 %, wurde Präsident.
Callejas war stellvertretender Vorsitzender der Internationalen Demokratischen Union.
Bei der Präsidentschaftswahl 1989 wurde darüber berichtet, dass 200.000 Ausweise von Toten genutzt wurden. Callejas errang 52,3 % der gezählten Stimmen und wurde der erste Präsident der PNH seit 1972.
Callejas war in erster Ehe mit Nan López, in zweiter Ehe mit Norma Regina Gaborit verheiratet.

## Präsidentschaft
Der Internationale Währungsfonds riet der Regierung, die öffentlichen Ausgaben zu reduzieren und die Lempira abzuwerten. In den ersten Monaten seiner Regierung erließ er das Ley de Ordenamiento Económico, welches ihm von den internationalen Finanzorganisationen geraten worden war. Die Senkung der öffentlichen Ausgaben wurde durch Entlassungen von Beschäftigten im öffentlichen Dienst dargestellt.
Die US-Regierung berichtigte im September 1991 430 Millionen US-Dollar Außenstände der Regierung von Honduras als uneinbringbar.
Seine Politik richtete sich nach den Bedürfnissen der Investoren. Das Sula-Tal bekam 90 Kilometer vierspurige Straßen und entwickelte sich zu einem Zentrum der Maquilaindustrie.
Für Teile der Opfer dieser Wirtschaftspolitik gab es das Programa de Asignacion Familiar (PRAF) und den Fondo Hondureño de Inversión Social (FHIS).
Ausgebürgerte der vorangegangenen Regierungen durften nach Honduras zurückkehren. Die Unterstützung für die Contras auf honduranischem Territorium wurde eingestellt.
Nach seiner Präsidentschaft wurde er Abgeordneter im Parlamento Centroamericano. Nach dem Ausscheiden aus dem Amt wurden elf Klagen wegen Machtmissbrauch gegen ihn vor Gericht gebracht. Er wurde freigesprochen.
Von 1998 bis 2002 war er Parlamentsabgeordneter für das Departamento Francisco Morazán im Parlament von Honduras.
Am 19. September 2006 wurde Callejas auf dem Flughafen Miami das Visum annulliert. Die US-Regierung von George W. Bush, vertreten durch United States Immigration and Customs Enforcement, erklärte ihn der Korruption schuldig.

## Fußballfunktionär
Bis 2015 war Callejas Präsident des Fußballverbandes von Honduras sowie Mitglied des Marketingkomitees der FIFA. Im Rahmen der US-amerikanischen Anklagen gegen 41 Fußballfunktionäre 2015/16 wurde auch Callejas wegen der Annahme von Bestechungsgeldern in Höhe von 1,6 Millionen Dollar im Zusammenhang mit der Vergabe von TV-Rechten angeklagt. Callejas gestand Betrug und Verschwörung und stimmte einer Geldstrafe von 650.000 Euro zu.